# العلاقات الألبانية التشيكية
العلاقات الألبانية التشيكية هي العلاقات الثنائية التي تجمع بين ألبانيا والتشيك.

## مقارنة بين البلدين
هذه مقارنة عامة ومرجعية للدولتين:
| وجه المقارنة                                              | ألبانيا                                                    | التشيك                                                                            |
| --------------------------------------------------------- | ---------------------------------------------------------- | --------------------------------------------------------------------------------- |
| المساحة (كم2)                                             | 28.75 ألف                                                  | 78.87 ألف                                                                         |
| عدد السكان (نسمة)                                         | 3.02 مليون                                                 | 10.52 مليون                                                                       |
| الكثافة السكانية (ن./كم²)                                 | 105.04                                                     | 133.38                                                                            |
| العاصمة                                                   | تيرانا                                                     | براغ                                                                              |
| اللغة الرسمية                                             | اللغة الألبانية                                            | اللغة التشيكية                                                                    |
| العملة                                                    | ليك ألباني                                                 | كرونة تشيكية، كرونة تشيكوسلوفاكية                                                 |
| الناتج المحلي الإجمالي (بليون دولار)                      | 13.04 مليار                                                | 215.73 مليار                                                                      |
| الناتج المحلي الإجمالي (تعادل القوة الشرائية) بليون دولار | 33.17 مليار                                                | 356.15 مليار                                                                      |
| الناتج المحلي الإجمالي الاسمي للفرد دولار أمريكي          | 3.94 ألف                                                   | 17.55 ألف                                                                         |
| الناتج المحلي الإجمالي للفرد دولار أمريكي                 | 11.11 ألف                                                  | 31.19 ألف                                                                         |
| مؤشر التنمية البشرية                                      | 0.764                                                      | 0.878                                                                             |
| رمز المكالمات الدولي                                      | +355                                                       | +420                                                                              |
| رمز الإنترنت                                              | .al                                                        | .cz                                                                               |
| المنطقة الزمنية                                           | توقيت وسط أوروبا، ت ع م+01:00، ت ع م+02:00، أوروبا/تيرانا ‏ | ت ع م+01:00، ت ع م+02:00، توقيت وسط أوروبا، توقيت وسط أوروبا الصيفي، أوروبا/براغ ‏ |

## مدن متوأمة
في ما يلي قائمة باتفاقيات التوأمة بين مدن ألبانية وتشيكية:
- ترتبط تيرانا مع براغ باتفاقية توأمة.

## منظمات دولية مشتركة
يشترك البلدان في عضوية مجموعة من المنظمات الدولية، منها:
| علم المنظمة | اسم المنظمة                               | تاريخ انضمام ألبانيا | تاريخ انضمام التشيك |
| ----------- | ----------------------------------------- | -------------------- | ------------------- |
|             | منظمة التجارة العالمية                    | ?                    | ?                   |
|             | الأمم المتحدة                             | 14 ديسمبر 1955       | 19 يناير 1993       |
|             | حلف شمال الأطلسي                          | 1 أبريل 2009         | 12 مارس 1999        |
|             | الاتحاد الدولي للاتصالات                  | 2 يونيو 1922         | 1993                |
|             | مجلس أوروبا                               | ?                    | ?                   |
|             | يونسكو                                    | 16 أكتوبر 1958       | 22 فبراير 1993      |
|             | المنظمة الأوروبية لسلامة الملاحة الجوية   | 2002                 | 1996                |
|             | الاتحاد البريدي العالمي                   | ?                    | ?                   |
|             | مؤسسة التنمية الدولية                     | 15 أكتوبر 1991       | 1993                |
|             | منظمة حظر الأسلحة الكيميائية              | ?                    | ?                   |
|             | وكالة ضمان الاستثمار متعدد الأطراف        | 15 أكتوبر 1991       | 1993                |
|             | منظمة الشرطة الجنائية الدولية             | ?                    | ?                   |
|             | مؤسسة التمويل الدولية                     | 15 أكتوبر 1991       | 1993                |
|             | البنك الدولي للإنشاء والتعمير             | 15 أكتوبر 1991       | 1993                |
|             | منظمة الأمن والتعاون في أوروبا            | 19 يونيو 1991        | 1993                |
|             | المركز الدولي لتسوية المنازعات الاستشارية | 14 نوفمبر 1991       | 22 أبريل 1993       |

## وصلات خارجية
- موقع وزارة الخارجية الألبانية
- موقع وزارة الخارجية التشيكية